# Ítreksjóð
En la mitología nórdica, Ítreksjóð (en nórdico antiguo) es un hijo de Odín y un dios. Ítreksjóð está atestiguado en el capítulo 75 del libro Skáldskaparmál de la Edda prosaica, donde aparece listado entre los Æsir y como uno de los hijos de Odín. A veces se usan las formas modernas anglicadas Itreksiod o Itreksjod en vez de la forma nórdica original Ítreksjóð para nombrar a este dios.